# Simon Quá Khích
Simon Quá Khích, hay Simon Nhiệt Thành là một nhân vật ít được nhắc đến trong số Mười hai sứ đồ của Giê-su. Cái tên Simon Quá Khích là để phân biệt ông với Simon Phêrô, cũng như vì ông là thành viên của một phong trào chính trị Do Thái ủng hộ độc lập, chống La Mã gọi là phái Quá Khích.